# 戈代奇市鎮

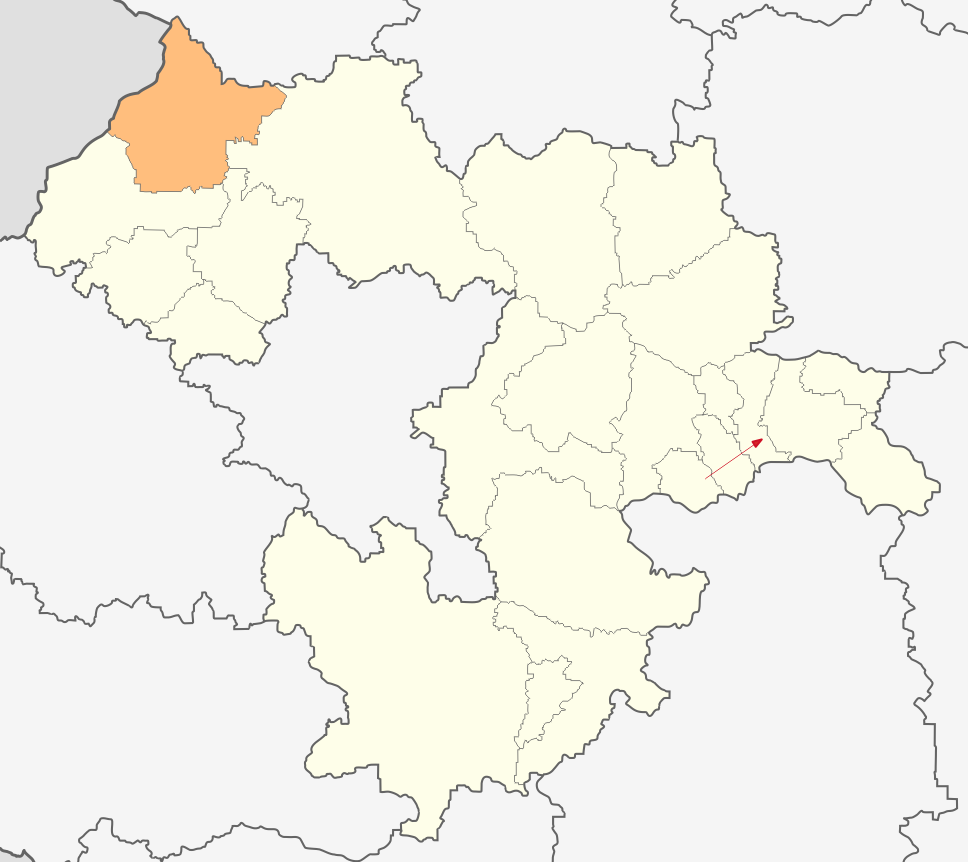

43°01′N 23°03′E / 43.017°N 23.050°E
戈代奇市鎮，是保加利亞西部索菲亞州的市鎮，行政中心为戈代奇，面積375平方公里，2011年人口5,323，人口密度每平方公里14人。